# Shaktinagar, Karnataka

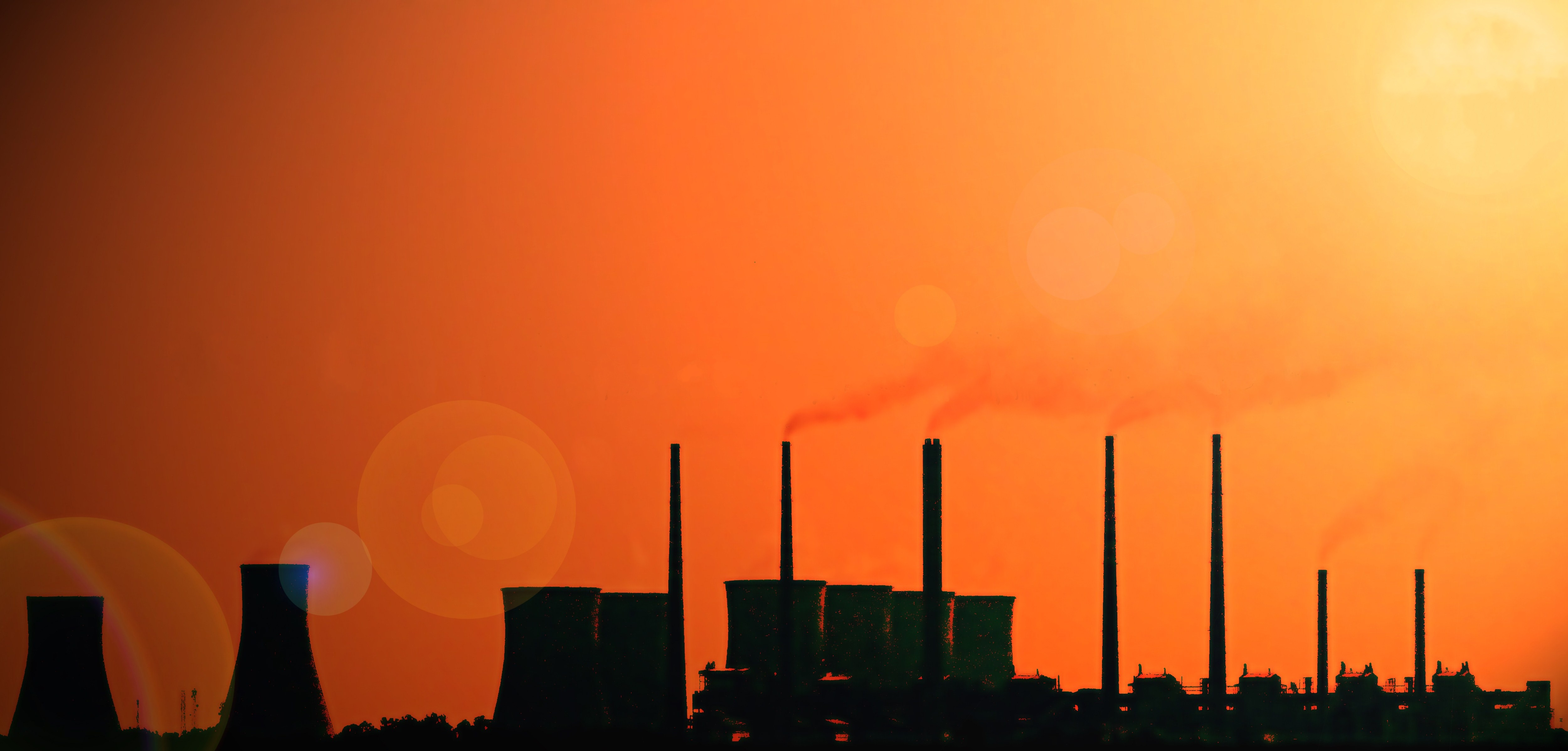
Värmekraftverket i Shaktinagar.

Shaktinagar är en stad i den indiska delstaten Karnataka, och tillhör distriktet Raichur. Folkmängden uppgick till 17 088 invånare vid folkräkningen 2011. Staden ligger 20 kilometer från Raichur längs med vägen som går mellan Raichur och Hyderabad. Staden är mest känd för sitt värmekraftverk, Raichur thermal power station, som genererar elektricitet från kol.